# Metoda Wardera
Metoda Wardera – metoda alkacymetryczna stosowana w analizie węglanu sodowego obok wodorotlenku sodu. Została opisana przez R.B. Wardera w roku 1881.

## Zasada oznaczania
Roztwór składający się z Na2CO3 i NaOH miareczkuje się bezpośrednio mianowanym roztworem kwasu solnego, początkowo wobec fenoloftaleiny a następnie oranżu metylowego. Podczas stopniowego dodawania kwasu dochodzi do zobojętnienia jonów wodorotlenowych pochodzących z pierwszego stopnia hydrolizy węglanu oraz dysocjacji NaOH. W chwili zobojętnienia całości wodorotlenku i połowy węglanu sodu następuje zniknięcie różowej barwy fenoloftaleiny. Następnie do roztworu wprowadza się oranż metylowy i dodaje kwas aż mieszanina zmieni barwę z żółtej na cebulkową. Podczas analizy zużywa się a + 2b mililitrów titranta gdzie:
a + b = ilość titranta użytego na cały wodorotlenek i połowę ilości węglanu (miareczkowanie wobec fenoloftaleiny),
2b = ilość titranta użytego na cały węglan (miareczkowanie wobec oranżu metylowego). 

## Reakcje zachodzące podczas analizy
Wobec fenoloftaleiny: 
NaOH + HCl → NaCl + H2O
Na2CO3 + HCl → NaCl + NaHCO3
Wobec oranżu metylowego:
NaHCO3 + HCl → NaCl + H2O + CO2